# Aktinometrie
Aktinometrie ist die Messung der Strahlung von den Gestirnen und anderer Himmelskörper.

## Begriffserklärung
In der Astronomie werden mitunter Sternkataloge, in denen Helligkeitsmessungen abgedruckt sind, als Aktinometrien bezeichnet. Bekannte Aktinometrien sind
- die 1904/08 entstandene Göttinger Aktinometrie, die für 3500 Sterne zwischen 0° und +20° Deklination photographisch bestimmte scheinbare Helligkeiten enthält
- die Yerkes-Aktinometrie, die für den Deklinationsbereich 60° bis 75° die photographisch ermittelten scheinbaren Helligkeiten von 2354 Sternen bis zur Größe 8.m25 aufführt.

Daneben gibt es Helligkeitskataloge, die diese Bezeichnung nicht führen.